# Чуй
Чуй (ісп. Chuy) — місто на сході Уругваю, в департаменті Роча.

## Географія
Місто розташоване в 340 км на північний схід від столиці країни, міста Монтевідео, на кордоні з Бразилією, в 15 км від узбережжя Атлантичного океану. По інший бік кордону розташовується бразильське місто Чуі, причому межа частково проходить прямо по одній з вулиць міста, а частково два міста розділяє річка Чуі.

## Історія
29 червня 1961 року отримав статус малого міста (Villa), а 11 грудня 1981 року отримав статус міста (Ciudad).

## Економіка і туризм
З огляду на зручне прикордонне положення, економіка міста ґрунтується головним чином на торгівлі і туризмі. У 8 км на захід від міста знаходиться форт Сан-Мігель. Приблизно в 36 км на південь від Чуй розташовуються залишки фортеці Санта-Тереса, оголошені пам'ятником історії.

## Населення
За даними на 2011 рік населення міста становить 9675 осіб.
| Рік  | Населення |
| ---- | --------- |
| 1963 | 2876      |
| 1975 | 4521      |
| 1985 | 8257      |
| 1996 | 9804      |
| 2004 | 10 401    |
| 2011 | 9675      |

Джерело: Instituto Nacional de Estadística de Uruguay